# Sint-Annakapel (Vrijhern)

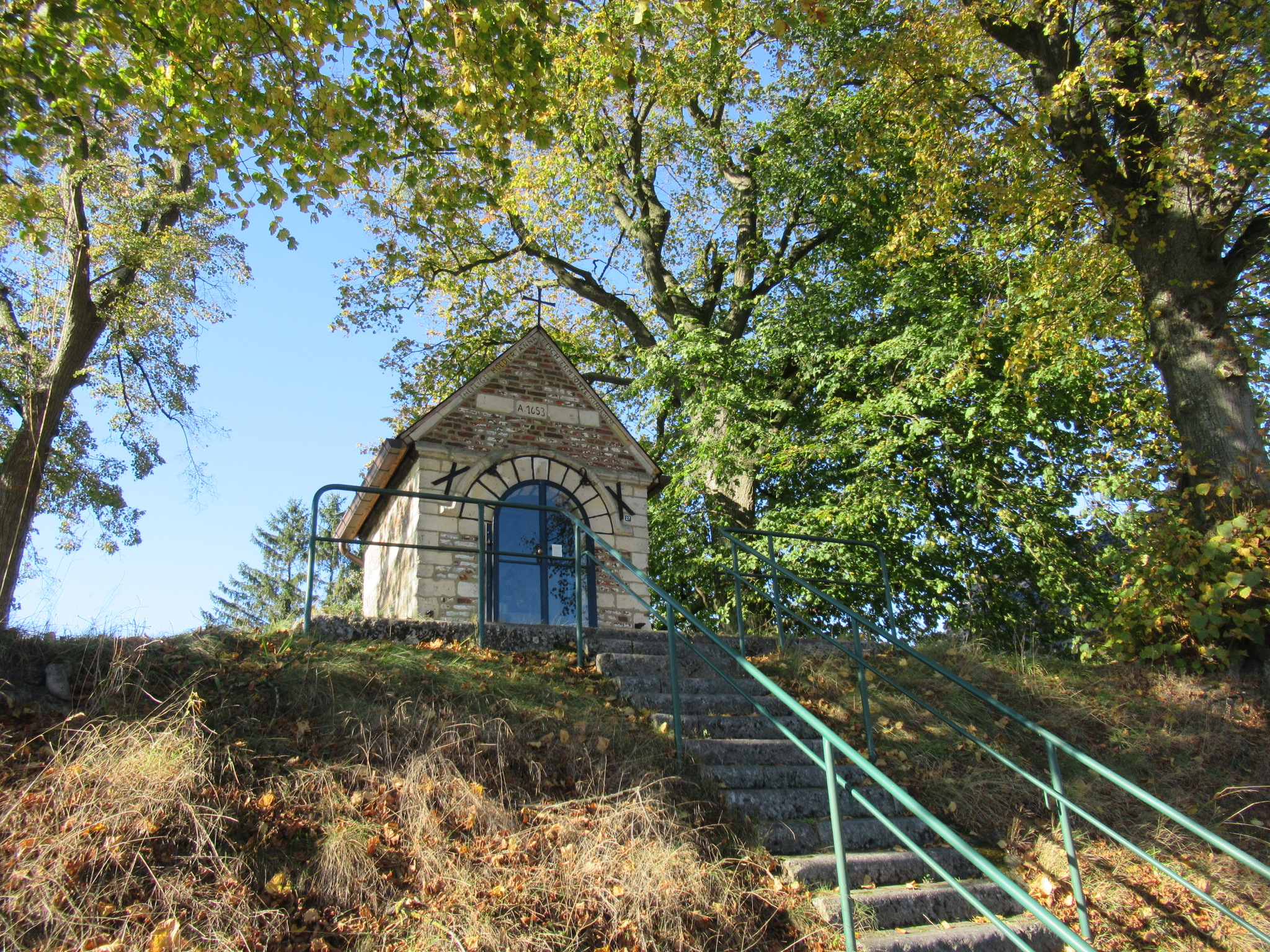
Sint-Annakapel in Vrijhern.

De Sint-Annakapel is een betreedbare kapel aan de Sint-Annastraat 27 in het gehucht Vrijhern nabij Sint-Huibrechts-Hern.
De kapel zou opgericht zijn in 1653, en ook een gevelsteen toont dit jaartal. Reeds op de Ferrariskaarten (2e helft 18e eeuw) wordt ze aangeduid, en wel als Chapelle de Vier Linden. Ook tegenwoordig wordt de kapel nog door vier lindebomen omgeven. Later werd de kapel, die op een hoge wegberm ligt en langs een trap bereikbaar is, ingrijpend gerestaureerd.
De kapel zelf is een rechthoekig bakstenen gebouwtje onder zadeldak, afgewerkt met mergelstenen hoekbanden. Ook de baksteen wordt afgewisseld met banden van mergelsteen.
Langs de dakrand vindt men het opschrift: Heilige Moeder Anna Bescherm Onze Kinderen